# Essence (Wizkid)
Essence is een nummer van de Nigeriaanse zanger Wizkid uit 2021, in samenwerking met de eveneens Nigeriaanse zanger Tems. Het is de vierde single van Made in Lagos, het vierde studioalbum van Wizkid. Van het nummer is een remix gemaakt met de Canadese zanger Justin Bieber.
Volgens Wizkid en Tems is de tekst vooral flirterig bedoeld. "Essence" werd in een aantal landen een (bescheiden) hit. Het bereikte de 9e positie in de Amerikaanse Billboard Hot 100. Hiermee werd het de grootste hit voor Wizkid sinds One Dance, een samenwerking met Drake. In Nederland bereikte de originele versie geen hitlijsten, maar de remix met Justin Bieber bereikte wel de 76e positie in de Single Top 100.